# Kaprije
La Isla Kaprije (en croata: Otok Kaprije) es una isla en la parte croata del Mar Adriático. Está situada en el archipiélago de Šibenik. Cuenta con área de 6,97 km² y una población de 143 habitantes, todos en el único asentamiento del mismo nombre en la isla. La isla se compone de cerros separados por valles transversales y longitudinales en los que crecen bosques de gramíneas y pinos. Las uvas y las aceitunas son cultivadas allí. Las industrias principales son la agricultura, la pesca y el turismo. Los automóviles no están permitidos en la isla.
En el siglo XIV y XV la isla pertenecía a familias nobles de Šibenik.  Durante la conquista otomana en el siglo XVI y XVII, la isla estuvo habitada por refugiados de la parte continental. En esa época, una iglesia dedicada a San Pedro fue construida en el isla.